# محمد منير

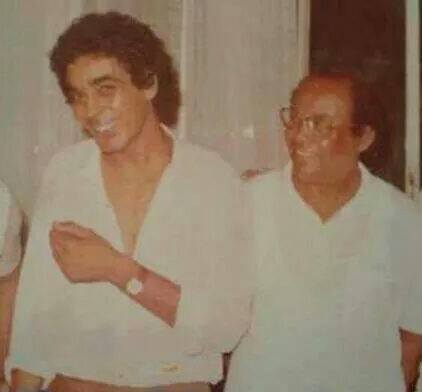
صورة لمحمد منير مع المطرب أحمد منيب في بداية الثمانيات.

محمد منير (وشهرته أحياناً منير) (10 أكتوبر 1954 -) مغني وممثل ودفّاف مصري، يُعرف بموسيقاه التي يخلط فيها الجاز بالسلم الخماسي النوبي، وكلمات أغانيه العميقة، وأسلوب أدائه ومظهره غير الملتزم بتقاليد الطرب والمطربين، وبخاصة شعره النامي وطريقة إمساكه بالميكروفون ووقوفه وحركاته العصبية الغريبة أثناء الغناء.

## نشاته
اسمه الكامل هو محمد منير أبا زيد جبريل متولي ولد في قرية منشيه النوبة بأسوان عام 1954. وتلقى منير تعليمه المبكر وقضى فترة الصبا في أسوان قبل أن يهاجر مع أسرته للعاصمة بعد غرق قرى النوبة تحت مياه بحيرة ناصر التي خلفها السد العالي، في أوائل السبعينيات. أحب ممارسة الغناء كهاوٍِ منذ الصغر وكان يغني لرفاقه في الجيش.
تخرج في قسم الفوتوغرافيا والسينما والتليفزيون من كلية الفنون التطبيقية جامعة حلوان. وأثناء أو بعد دراسته استمع إليه زكي مراد الشيوعي النوبي فأوصى عبد الرحيم منصور، الشاعر المعروف آنذاك بالاستماع إليه، وكبرت الدائرة لتشمل أحمد منيب الذي لم يكن أحد قد سمع به، فأخذ في تدريب منير على أداء ألحانه وألحان غيره النوبية، ثم بدآ في الاستعانة بكلمات معارفهم من الشعراء عبد الرحيم منصور وفؤاد حداد.

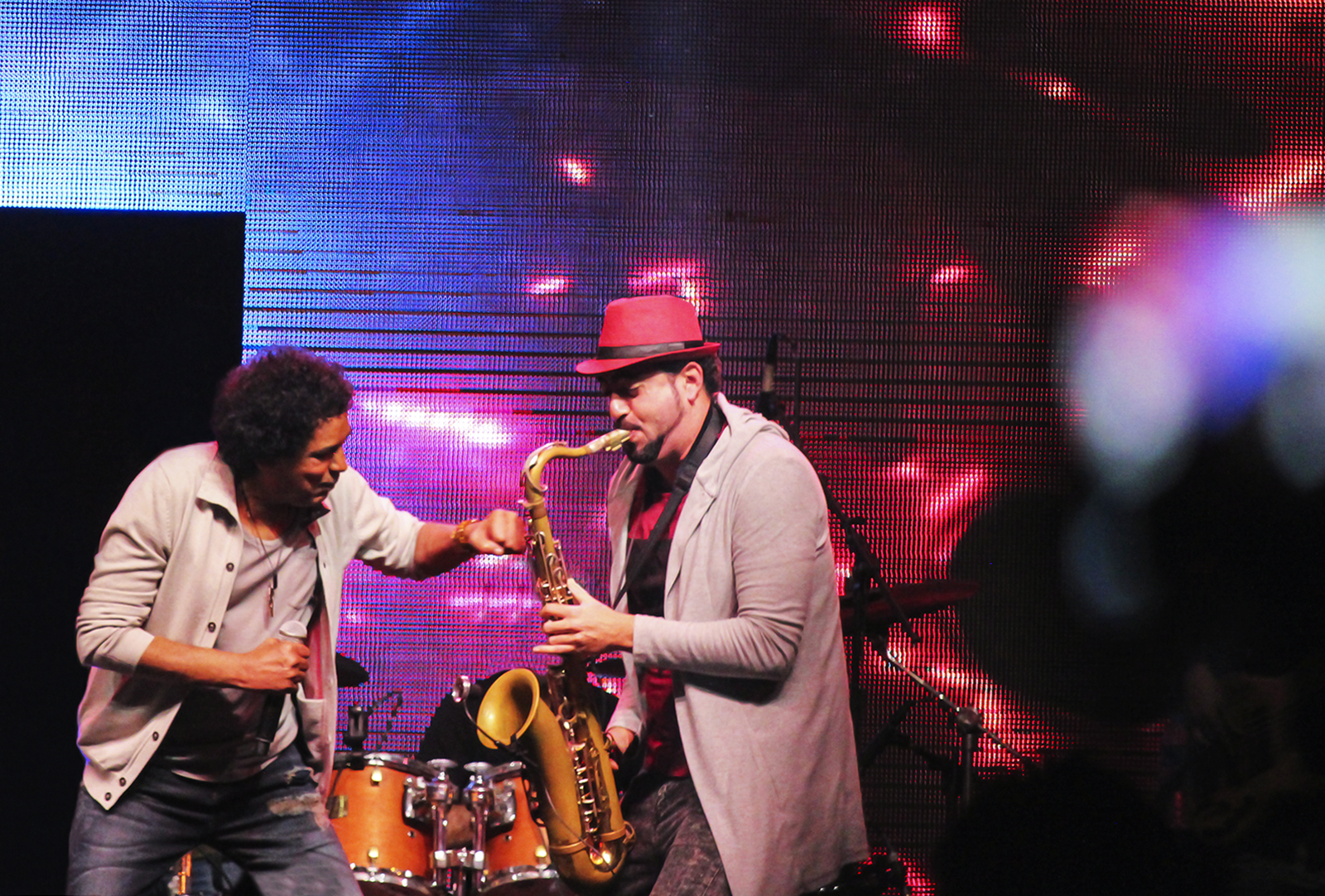
محمد منير في إحدى حفلاته عام 2016

## مسيرته الاحترافية
كانت البداية الحقيقية بانضمام الموسيقيّ هاني شنودة الذي أضاف للمجموعة كثيرا، بألحانه وتوزيعاته غربية الطابع، بل إنه جلب أعضاء فرقته الحديثة وقتها فرقة المصريين ليرددوا ويعزفوا أغاني الألبوم الأول الذي لم يصادفه النجاح. وتلا ذلك ألبوم من إنتاج نفس الشركة التي اقتنعت بتلك المجموعة، والتي أتى شنودة إليها بيحيى خليل وفرقته، فنجح الألبوم وتبعته نجاحات متتالية في ألبومات نتاج لتعاون كامل مع فرقة يحيى خليل وملحنين وكتاب شباب وكبار، وتنوعت التجارب وأثراها اتجاه منير للدراما، وإشراك فرق غربية أيضا، والغناء بلهجات شامية وسودانية وجزائرية في خضم ما عرف بموسيقى الجيل وخلطها بين القوالب.
بالرغم من الدراسة السينمائية لمنير إلا إن عشقه للغناء وميوله الموسيقية كانا قد حسما قراره في تحديد اتجاهه. وقد شجع منير على موهبة الغناء أخيه الأكبر فاروق الذي كان يتمتع أيضا بعذوبة صوته ووجد في أخيه الأصغر الحلم الذي طالما حلم به، لذلك كان فاروق منذ البداية هو الأب الروحي لمنير وهو الذي تولى توجيهه ورسم طريقه منذ البداية، كان فاروق يرتبط بصداقة مع اثنين نسجوا بدايات محمد منير الفنية وهم الشاعر «عبد الرحيم منصور» والملحن الكبير «أحمد منيب»
جمع فاروق بين الثلاثي الأسطورة «منير – عبد الرحيم – منيب» وما أن إستمع عبد الرحيم منصور وأحمد منيب إلى محمد منير حتى شعروا إنهم أخيراً وجدوا ضالتهم في هذا الشاب الصغير وأدركوا أنهم في طريقهم إلى صنع أسطورة غنائية حقيقية لا يتبقى لها إلا التوفيق والنجاح حتى تكتمل.
كان أهم ما يميز منير عن كل أبناء جيله أنه الوحيد الذي كان يحمل مشروعاً غنائياً متكاملاً، لم يأتي إلى القاهرة ليبحث عن أعمال فنية لكنه كان فقط يبحث عن جهة إنتاجية بينما مشروعه الفني كان جاهزاً مكتملاً مثلما كان فريداً ومميزاً. فبعد اجتماع الثلاثي «منير – عبد الرحيم – منيب» انضم إليهم الموسيقار هاني شنودة، الذي أضاف لفريق العمل بألحانه وتوزيعاته الغريبة الطابع. هؤلاء المبدعون نسجوا معاً خليطاً رائعاً ونادراً من الموسيقى النوبية والسلم الخماسي مع الموسيقى الشرقية مع الموسيقى الغربية لتظهر بذلك الانطلاقة الأولى في تاريخ محمد منير وهو ألبوم «علموني عنيكي» الذي خرج للنور عام 1977، ثم قدم عام 1981 ألبوم «شبابيك» الذي حقق مبيعات هائلة وفي هذا الألبوم انضم إلى فريق العمل الموسيقار يحيى خليل بفرقته التي تولت توزيع الألبوم بالكامل ليكون محمد منير هو أول مطرب عربي يقدم موسيقى الجاز، وقد صنف ألبوم «شبابيك» بعد ذلك بسنوات من ضمن أفضل الألبومات الموسيقية العربية والأفريقية في القرن العشرين.
كان منير على موعد مع كاميرا يوسف شاهين حيث شارك في 1986 في فيلم «اليوم السادس» مع الراحلة داليدا، وشارك أيضاً في نفس العام في فيلم «الطوق والأسورة» مع شريهان للمخرج خيري بشارة، وكان فيلم «المصير» هو التعاون الثالث بين منير وشاهين، وانتج الفيلم عام 1997، وشارك الفيلم في العديد من المحافل والمهرجانات الدولية، وتم تكريم يوسف شاهين بجائزة خاصة في الذكرى الـ50 لمهرجان كان السينمائي، وقدم منير أغاني الفيلم في ألبوم حمل اسم الفيلم ومن أهم أغنياته «علي صوتك».
وقد فاز الفنان محمد منير بجائزة أفضل مطرب في مسابقة MEMA يوليو 2008.

## السمات الفنية

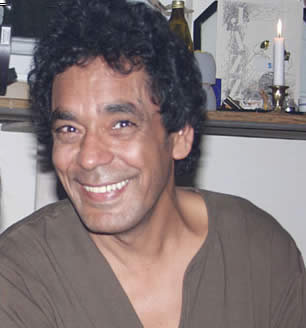
محمد منير

عرف منير بأدائه التلقائي والخارج عن آداب الأداء المعروفة للمصريين، فلم يشاهد في بدلة أو ثابتا أمام الميكروفون، وحركاته العصبية، ولهجته الهجين بين القاهرية والأسوانية، كما أن ارتباطه بأشعار الصف الأول من شعراء العامية المصرية وقواميسهم المغايرة الخالية من النبرة الرومانتيكية التي سادت منذ أواخر القرن التاسع عشر وموسيقاه المنفصلة عن الطرب الكلاسيكي، جعل الكثيرين ينكرونه ولكنه في المقابل أعجب الشباب بل وجمهور المهرجانات، وأطلق عليه محبوه في مصر «الملك» تيمنا باسم ألبومه السياسي الشهير. وقد استطاع منير أن يحطم في التسعينيات صورته كمغن للمثقفين، وصار من المألوف أن تسمعه في الشارع.

## حياته الشخصية
أعلن محمد منير عن خبر زواجه على فتاة، تعيش في لندن تدعى داليا محمد عبد الرحمن يوسف بتاريخ 18 أبريل 2014،  إلا أنه إنفصل عن زوجته بشكل مفاجيء وصادم لجمهوره بعد أقل من شهرين من الزواج.

## أعماله
أبرز أعماله على الإطلاق هي غنائه لمقدمة ونهاية المسلسل الكرتوني المصري الشهير بكار حيث حقق بغنائه لتترى البداية والنهاية نجاحا كبيرا في مختلف الأوساط والأعمار، داخل مصر وبجميع الدول العربية.

### الألبومات
- علموني عنيكي 1977
- بنتولد 1978
- شبابيك 1981 وحقق اعلي نسبه مبيعات في مصر حتي الآن
- أتكلمي 1983
- بريء 1986
- وسط الدايرة 1987
- شوكولاتة 1989 وصور من الألبوم أغنية برة الشبابيك
- يا إسكندرية 1990
- مشوار 1991 إعادة توزيع لأغاني من أول خمس ألبومات
- أسامينا 1991 إنتاج ريلاكس إن محمود وأحمد موسى، توزيع U.A.P
- الطول واللون والحرية 1992وصور من هذا الألبوم أغنية سحر المغنى
- الليلة يا سمرة 1993
- أفتح قلبك 1994 وصور من هذا الألبوم أغنية لو بطلنا نحلم، يابا يابا، ياهل ترى، افتح قلبك
- ممكن 1995
- من أول لمسة 1996
- حبيبتي 1998
- الفرحة 1999 وصور من هذا الألبوم أغنية سيا سيا
- في عشق البنات 2000 إنتاج فرى ميوزيك، وحقق مبيعات هائلة، وصور منه أغنية أنا بعشق البحر
- أنا قلبي مساكن شعبية 2001 إنتاج فرى ميوزيك، وصور من هذا الألبوم أغنية سو ياسو.. ومن أشهر أغاني هذا الألبوم «بتبعديني»
- الأرض..السلام 2002 اشتهر باسم «مدد» إنتاج أفريكانا، توزيع عالم الفن، وصور من هذا الألبوم أغنية مدد يا رسول الله
- أحمر شفايف 2003 إنتاج أفريكانا، وتوزيع عالم الفن وحقق مبيعات هائلة، وصور من هذا البوم أغنية اقرار
- حواديت 2004
- إمبارح كان عمري عشرين [2005] إنتاج وتوزيع شركة ميراج، أصدر في 12/7/2005، وصور من هذا الألبوم أغنية ويلى وصوتك
- طعم البيوت 2008 إنتاج أفريكانا، توزيع عالم الفن، أصدر في 2/6/2008، حقق مبيعات عاليه وصور من هذا الالبوم «كان فاضل» و «نيجريبيه»
- رباعيات في حب الله]] 2009 إنتاج أرابيكا ميوزيك - لبنان]]، توزيع أرت لاين
- يا أهل العرب والطرب 2012 إنتاج أرابيكا ميوزيك وجاء صدور الالبوم بعد غياب اربع سنين وبعد عده تاجيلات ولكنه كالعادة جاء ليرضى طموح محبى الملك
- الروح للروح دايماً بتحن 2017 يحتوي الألبوم على 10 أغاني منهم 9 قام بغانئهم في مسلسل المغني الذي عرض في رمضان 2016 وقام بزيادة أغنية واحدة فقط تحمل اسم اللي غايب وسبقت وغنتها شريفة فاضل

### ألبومات الموسيقى التصويرية
- حدوتة مصرية 1982
- الملك هو الملك 1988 أغاني مسرحية الملك هو الملك
- مقدرش 1988
- المصير 1997 أغاني وموسيقى فيلم المصير
- حبيبتي 1998 أغاني مسلسل جمهورية زفتي
- دنيا 2006 أغاني فيلم دنيا
- إزاي 2011 وتم تصوير الأغنية في يوم واحد وهي من إخراج هادي الباجوري، وكان منير قد أهدى التليفزيون المصري هذه الأغنية قبل اندلاع الثورة بحوالي عام ونصف لكن التليفزيون رفض عرضها، وومع اندلاع الثورة قام منير بإهدائها إلى جميع القنوات الفضائية

### المسلسلات
- جمهورية زفتى 1999
- علي عليوة
- المغني رمضان 2016

### الأفلام
- حدوتة مصرية 1982
- المصير 1997
- يوم حلو ويوم مر 1988
- ليه يا هرم 1993
- اشتباه 1991
- شباب ع كف عفريت 1990
- اليوم السادس 1986
- دنيا 2006
- مفيش غير كده 2006
- حكايات الغريب. 1992
- البحث عن توت عنخ امون 1995

### المسرحيات
- الملك هو الملك عرضت أول مرة عام 1988 في الإسكندرية، ثم أعيد عرضها عام 2006
- ملك الشحاتين
- مساء الخير يا مصر

## الجوائز
- حصل على جائزه السلام من قناه CNN عن البوم الأرض السلام
- حصل على الجائزة الماسية من «باما أووردز»
- فاز بجائزة أفضل مطرب في مسابقة MEMA يوليو 2008.
- تم تكريمه من قبل إدارة مهرجان الإسكندرية السينمائي في افتتاح دورته الـ 30

وفاز بالجائزة البلاتينية لأحسن مطرب مصرى وعربى عن أغنية «ياسمينا» التي شاركه الغناء فيها المطرب العالمى عادل الطويل، مع فريق «إيش أوند إيش»، أشهر الفرق الغنائية العالمية حالياً، واستحق جائزة شركة يونيفرسال العالمية، بعد أن وزعت الأسطوانة التي تضم أغنية «تحت الـياسمينا» 700 ألف نسخة محققة أعلى نسبة توزيع في ألمانيا.منير حصل أيضاً، في العام نفسه وعن الأغنية نفسها، باللغتين العربية والإنجليزية، على المركز الثالث في الاستفتاء الجماهيرى الذي نظمته قناة «بروسفن» لمسابقة أفضل أغنية في ألمانيا.
- فازت أغنية «الليلة يا سمرة» في إستفتاء الـ BBC لأفضل 50 أغنية أفريقية في القرن العشرين.
- حصل أيضا على جائزة Honorable Award عام 2005 عن فيلم دنيا

## وصلات خارجية
- الموقع الرسمي
- محمد منير على موقع IMDb (الإنجليزية)
- محمد منير على موقع ميوزك برينز (الإنجليزية)
- محمد منير على موقع أول ميوزيك (الإنجليزية)
- محمد منير على موقع ديسكوغز (الإنجليزية)
- محمد منير على موقع قاعدة بيانات الفيلم (الإنجليزية)